# SN 2008ik
SN 2008ik – supernowa typu Ic odkryta 17 grudnia 2008 roku w galaktyce A033609-3513. W momencie odkrycia miała maksymalną jasność 17,60m.